# Липовка (Башмаковский район)
Ли́повка — село в Башмаковском районе Пензенской области России. Административный центр Липовского сельсовета.

## География
Расположено в 24 км к северо-западу от районного центра посёлка Башмаково.

## Население
| 1862  | 1877  | 1881  | 1897  | 1913  | 1926  | 1934  |
| ----- | ----- | ----- | ----- | ----- | ----- | ----- |
| 1045  | ↗1665 | ↗1944 | ↗1969 | ↗2742 | ↗2841 | ↗3676 |
| 1959  | 1979  | 1989  | 1996  | 2002  | 2010  |       |
| ↘1782 | ↘1349 | ↘1154 | ↘1094 | ↘940  | ↘857  |       |

## История
Село образовано в середине XVIII века путём объединения сёл Богородицкое и Стародубовка. В 1872 году построена каменная церковь во имя иконы Казанской Божьей Матери. На протяжении XX века в селе располагались центральные усадьбы колхозов имени Молотова, имени Ворошилова, «Ударник», дирекция совхоза имени Сталина и центральная усадьба совхоза «Путь к коммунизму».